# Sobór in Trullo

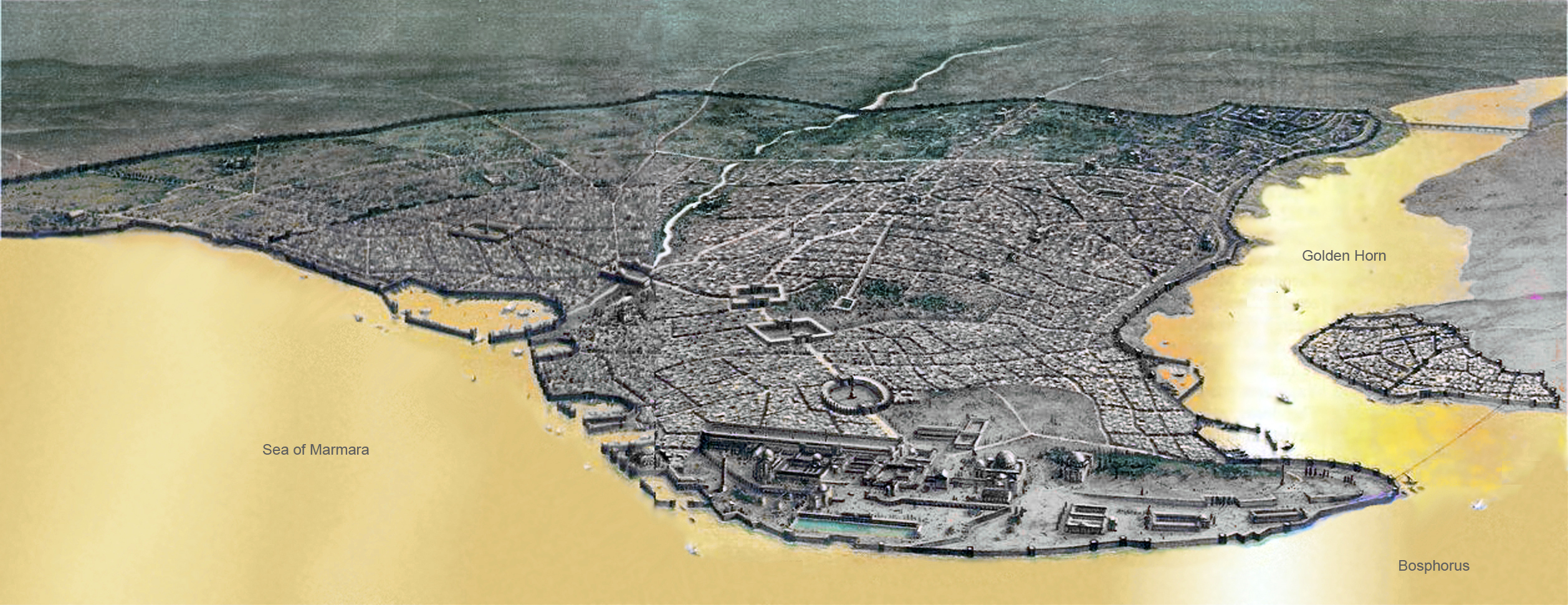
Konstantynopol, miasto w którym odbył się Sobór. W okresie od VI do XII w. był największym i najbogatszym miastem w Europie.

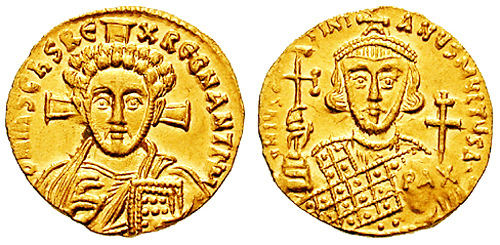
Justynian II na złotej monecie

Sobór in Trullo (łac. Pod kopułą) lub Synod in Trullo – sobór chrześcijański Kościołów leżących na terenie Cesarstwa Bizantyńskiego, zwołany przez cesarza Justyniana II w Konstantynopolu na przełomie lat 691 i 692.

## Nazwa
Posiedzenia odbywały się w sali pałacowej przykrytej kopułą, stąd nazwa in trullo. Jest też zwany II Soborem in Trullo (Secundum Concilium in Trullo), gdyż w tej samej sali jedenaście lat wcześniej odbył się z woli cesarza Konstantyna IV Sobór konstantynopolitański III (680–681). Uchwały Soboru nie zostały uznane przez Kościół zachodni jako wiążące dla całego Kościoła, stąd przyznawana jest mu ranga synodu lokalnego, konsekwentnie w teologii katolickiej jest nazywany Synodem in Trullo.
Inną jego nazwą jest Sobór piąto-szósty (łac.Concilium Quinisextum, gr. Penthekte), ponieważ jego ideą było uzupełnienie kanonami kościelnymi dwóch poprzednich soborów, które nie wydały żadnych spisanych zasad: Soboru konstantynopolitańskiego II (V sobór powszechny) i Soboru konstantynopolitańskiego III (VI sobór powszechny).

## Charakter i uchwały
Na sobór przybyło 215 biskupów Kościoła wschodniego. Jedynym obecnym na soborze biskupem należącym do zachodniego chrześcijaństwa pod jurysdykcją biskupa Rzymu był Bazyli z Gortyny na podlegającej wówczas jurysdykcji Rzymu Krecie, który uznawał siebie za legata papieskiego, choć nie ma żadnych świadectw, że miał do tego prawo. Brak obecności biskupów zachodniego chrześcijaństwa jest jednym z powodów nie uznawania Synodu in Trullo za sobór powszechny Kościoła.
Sobór uchwalił 102 dekrety o charakterze administracyjno-dyscyplinarnym. Oprócz skodyfikowania postanowień poprzednich dwóch soborów, podjęto temat oczyszczenia zwyczajów z pewnych praktyk pogańskich, które pobożność ludowa włączała do obchodów świąt kościelnych. Dzięki temu akta Soboru są źródłem poznania religijności pogańskiej na ziemiach Cesarstwa bizantyjskiego. Wiele ustaleń Soboru dotyczyło pogodzenia różnic w praktykach liturgicznych i zwyczajach duchowieństwa na Wschodzie i Zachodzie.
Szczególnie potępiono następujące zwyczaje liturgiczne Zachodu:
- celebrowanie Eucharystii w dni powszednie w Wielkim Poście (zamiast sprawowania Liturgii uprzednio poświęconych darów);
- poszczenia w soboty w ciągu roku;
- opuszczanie "Alleluja" w Wielkim Poście;
- ukazywanie Chrystusa w postaci baranka.

Wiele uwagi poświęcono różnicom we wschodnim i zachodnim podejściu do celibatu duchowieństwa. Potwierdzono prawo żonatych mężczyzn do otrzymywania święceń prezbiteratu i diakonatu. Postanowiono też, że duchowni, którzy z powodu święceń podjęliby separację ze swoją żoną, oraz ci, którzy porzucili swe żony, podlegają  ekskomunice.

## Recepcja soboru
Jako że w chrześcijaństwie pierwszego tysiąclecia uznawano powszechnie prymat Piotrowy biskupa Rzymu, postanowienia soboru, aby wejść w życie, wymagały jego akceptacji. Papież Sergiusz I odmówił jednak ich podpisania, stwierdzając, że woli raczej umrzeć niż podpisać się pod takimi „błędnymi nowinkami”. W odpowiedzi cesarz wysłał armię na Rzym w celu uwięzienia papieża. Nie doszło jednak do aresztowania, ponieważ w obronie papieża stanął lud Rzymu oraz wojsko. Wysłannicy cesarscy zostali wypędzeni.
Dekrety odrzucające sobór wydali również papieże Jan VII i Konstantyn. Dopiero w 787 roku Hadrian I włączył niektóre dekrety Soboru in Trullo do akt Soboru nicejskiego II. To wydarzenie spowodowało, że w Kościele wschodnim do XII wieku traktowano decyzję Hadriana jako zatwierdzenie soboru.
Sobór in Trullo doprowadził do krótkotrwałej schizmy. Zakończyła się ona w 710 roku, gdy podczas spotkania z papieżem Konstantynem cesarz Justynian II zwolnił Kościół zachodni z obowiązku przestrzegania kanonów soboru. Schizma ta stała się motorem krótkotrwałego rozwoju monoteletyzmu, który już w 713 roku zanikł na wschodzie prawie całkowicie, pozostając jedynie jeszcze wśród maronitów.